# Valzīr
Valzīr (persiska: ولهزير, Valehzīr, ولزير, ولی آباد وله زير, ولی آباد) är en ort i Iran.   Den ligger i provinsen Ardabil, i den nordvästra delen av landet, 400 km nordväst om huvudstaden Teheran. Valzīr ligger 1 926 meter över havet och antalet invånare är 223.
Terrängen runt Valzīr är kuperad norrut, men söderut är den bergig. Runt Valzīr är det ganska tätbefolkat, med 90 invånare per kvadratkilometer. Närmaste större samhälle är Meshgīn Shahr, 9,7 km norr om Valzīr. Trakten runt Valzīr består i huvudsak av gräsmarker.